# Tetramesa brevipennis
Tetramesa brevipennis är en stekelart som först beskrevs av Walker 1836.  Tetramesa brevipennis ingår i släktet Tetramesa och familjen kragglanssteklar. Arten är reproducerande i Sverige. Inga underarter finns listade i Catalogue of Life.